# Vivian (Louisiane)
Pour les articles homonymes, voir Vivian.
Vivian est une ville américaine située dans la paroisse de Caddo dans l’État de Louisiane. En 2010, sa population était de 3 671 habitants.

## Source de la traduction
- (en) Cet article est partiellement ou en totalité issu de l’article de Wikipédia en anglais intitulé « Vivian, Louisiana » (voir la liste des auteurs).